# 藤原璋子
藤原 璋子（ふじわら の しょうし / たまこ、1101年〈康和3年〉- 1145年9月10日〈久安元年8月22日〉）は、日本の第74代天皇・鳥羽天皇の皇后（中宮）。崇徳・後白河両天皇の母。女院号は待賢門院（たいけんもんいん）。

## 系譜
閑院流藤原氏の出身。父は正二位行権大納言・藤原公実、母は左中弁・藤原隆方の女で堀河・鳥羽両代の乳母・光子。太政大臣・実行（三条家祖）は異母兄、権中納言・通季（西園寺家祖）、左大臣・実能（徳大寺家祖）、大炊御門経実室・公子（二条天皇の外祖母）らは同母兄姉。

## 略歴
幼少時より、時の治天の君・白河法皇とその寵姫・祇園女御に養われた。7歳の時に実父・公実を失う。
永久3年（1115年）頃、摂関家の嫡男・藤原忠通との縁談が持ち上がったが、璋子の素行に噂があったため忠通の父・忠実は固辞し、白河法皇の不興を買った。
永久5年12月13日（1118年1月6日）、白河法皇を代父として、父方の従弟・鳥羽天皇に入内、4日後には女御の宣旨を蒙った。1ヶ月ばかり経った永久6年（1118年）正月26日、立后され中宮を号す。元永2年（1119年）5月28日、第一皇子・顕仁親王（後の崇徳天皇）を出産。その後、保安3年（1122年）6月、禧子内親王を産む。
保安4年（1123年）正月28日、白河法皇は5歳になった顕仁に践祚させ、璋子も翌天治元年（1124年）11月24日に院号を宣下されて待賢門院と称した。同天治元年5月に通仁親王、翌2年（1125年）5月に君仁親王を続けて産むが、この両皇子は乳児の頃より障害を持っていた。その後も、翌大治元年（1126年）7月統子内親王（上西門院）を、大治2年（1127年）9月11日、雅仁親王（後の後白河天皇）を年子で出産し、2年後には末子・本仁親王（後の覚性法親王）も生まれた。
このように璋子は鳥羽上皇との間に5男2女を儲け、熊野詣にも同行しているが、それは白河法皇の在世中であればこそだったという。大治4年（1129年）7月7日、「幼主三代の政を執」った白河法皇が77歳で崩御した。このとき璋子は閏7月に生まれる本仁親王を懐妊中であった。養父である白河法皇の死を機にして、璋子の人生は暗転する。鳥羽上皇が治天の君を継承し廷臣を統率、後ろ盾を持たぬ崇徳天皇は孤立した。鳥羽上皇は白河法皇によって関白を罷免され逼塞していた藤原忠実を起用し、その娘の泰子（高陽院）を皇后に立てたばかりでなく、璋子に代わって側妃の藤原得子（美福門院）を寵愛したのである。保延5年（1139年）8月17日、鳥羽上皇は得子が産んだ生後三ヶ月の第九皇子・体仁親王を立太子させ、2年後の永治元年12月7日（1142年1月5日）、崇徳天皇に譲位を迫り、体仁を即位させた（近衛天皇）。
ところが、近衛天皇即位・得子の皇后冊立と相前後して得子を標的にしたと考えられる呪詛事件（日吉社呪詛事件・広田社巫呪詛事件）が相次いで発覚し、璋子が裏で糸を引いているという風説が流されるようになる。また、このころから崇徳上皇は白河法皇の胤だとする風説が囁かれるようになる（これは『古事談』のみに見られる記述であり、真偽は不明）。こうして権勢を失った璋子は、翌康治元年（1142年）、自ら建立した法金剛院において落飾。3年後、久安元年（1145年）8月22日、長兄・実行の三条高倉第にて崩御した。鳥羽法皇は三条高倉第に駆けつけて璋子を看取り、臨終の際は磬（けい、読経の時に打ち鳴らす仏具）を打ちながら大声で泣き叫んだという（『台記』同日条）。
没後10年目の久寿2年（1155年）7月23日、近衛天皇が17歳で崩御し、図らずも璋子の生んだ四宮・雅仁親王が天皇に指名された（後白河天皇）。朝廷は後白河天皇方と崇徳上皇方に分裂し、保元の乱が勃発した。

## 備考
- 京都市右京区花園扇野町に現存する法金剛院は、平安前期、右大臣・清原夏野の山荘だったものを死後に双丘寺とし、天安2年（858年）、文徳天皇の勅願によって天安寺が建立されたが、その後は荒廃し、大治5年（1130年）になって璋子が復興したものである。璋子はここで晩年を過ごし、今も、法金剛院の北、五位山中腹の花園西陵に眠る。絶代の美貌を謳われ、信仰心も深かった璋子を慕い、法金剛院を訪れる人々の中には、かの歌僧・西行もいたという。
- 角田文衛は『待賢門院璋子の生涯―椒庭秘抄』において、『殿暦』永久5年10月11日・11月19日両条の記述より、璋子は白河院側近の藤原季通（権大納言藤原宗通の子）と密通していたとする説を唱えている。海野泰男も『今鏡』（「ふぢなみ」下巻「弓の音」章）の中で兄弟の中で季通だけが上達部になれなかった理由として「色めき過し給へりけるにや」と記しているのは、暗にそうしたことがあったのを指しているのではないかとして、角田説を肯定している[1]。
- 璋子に仕えて出家の供をした待賢門院堀河は、『百人一首』に歌を採られるなど、歌人として名高い。
- 璋子は円勝寺・法金剛院など自らが建てた御願寺のために多くの荘園を集積し、初めて「女院領」を形成した女院となった。その所領は崇徳上皇に継承され、保元の乱による崇徳上皇の配流後はその妹である統子内親王（上西門院）に継承された（上西門院領）。鎌倉時代には姪にあたる後白河法皇の皇女・覲子内親王（宣陽門院）に継承されることになる（宣陽門院領）[2]。
- 近年になって、樋口健太郎は藤原璋子の入内は、鳥羽天皇の後見役であったものの薬子の変以来の太上天皇の内裏立入を禁じた不文律によって直接天皇を補佐することが出来ない白河法皇が、自分と天皇のパイプ役として宮廷に送り込んだとする説を提唱している。この説によれば、璋子がたびたび法皇と会っていたのは政治目的によるもので、『古事談』が伝えるような男女関係によるものではないとする。また、実父が既に亡くなっている璋子が生んだ崇徳天皇の外祖父は養父の白河法皇になるということを意味していた。なお、これによってそれまで白河法皇と鳥羽天皇のパイプ役を担っていた藤原忠実の面目は失われ、藤原璋子との政治的競合の中で忠実の関白失脚に至る「保安元年の政変」が発生したとしている（樋口はこの政変の黒幕に璋子がいた可能性があるとしている）[3]。

## 関連作品
テレビドラマ
- 新・平家物語（1972年、NHK大河ドラマ） - 演：久我美子
- 平清盛（1992年、TBS） - 演：二宮さよ子
- 平清盛（2012年、NHK大河ドラマ） - 演：檀れい

## 関連書籍
- 角田文衛『待賢門院璋子の生涯―椒庭秘抄』朝日新聞出版〈朝日選書〉、1985年。ISBN 4022593814。
- 安永明子『待賢門院璋子－保元の乱前夜』日本図書刊行会、1999年。ISBN 4823104838。
- 渡辺淳一『天上紅蓮』文藝春秋、2011年。ISBN 4163805001。